# Irish Albums Chart
L'Irish Albums Chart è la classifica che registra la vendita degli album musicali in Irlanda, pubblicata settimanalmente dall'organizzazione no-profit Irish Recorded Music Association. Attualmente la classifica comprende i 100 migliori singoli, tuttavia solo i primi 75 vengono registrati negli archivi.

## Classifiche

### Album al primo posto per più settimane
| Numero di settimane | Artista                    | Album                                                    | Anni      |
| ------------------- | -------------------------- | -------------------------------------------------------- | --------- |
| 35                  | Adele                      | 21                                                       | 2011-2012 |
| 28                  | Ed Sheeran                 | ÷                                                        | 2017-2018 |
| 24                  | Ed Sheeran                 | x                                                        | 2014-2017 |
| 24                  | Dermot Kennedy             | Without Fear                                             | 2019-2021 |
| 22                  | Artisti vari               | The Greatest Showman: Original Motion Picture Soundtrack | 2018-2019 |
| 20                  | Olivia Rodrigo             | Sour                                                     | 2021-2022 |
| 15                  | Adele                      | 25                                                       | 2015-2016 |
| 15                  | Lewis Capaldi              | Divinely Uninspired to a Hellish Extent                  | 2019-2020 |
| 14                  | James Blunt                | Back to Bedlam                                           | 2005-2006 |
| 11                  | The Killers                | Hot Fuss                                                 | 2005      |
| 11                  | Snow Patrol                | Eyes Open                                                | 2006-2007 |
| 11                  | Lady Gaga e Bradley Cooper | A Star Is Born                                           | 2018      |

### Artisti che hanno occupato i primi due posti
- Michael Jackson - The Essential Michael Jackson and Number Ones (due settimane nel luglio 2009).
- Adele - 21 e 19 (una settimana nel marzo 2011).
- Ed Sheeran - ÷ e x (due settimane nel marzo 2017 e una settimana nell'agosto 2017).